# Černýš hřebenitý
Černýš hřebenitý (Melampyrum cristatum) je nevysoká žlutě kvetoucí bylina, jeden z mnoha druhů poloparazitického rodu černýš. Na rozdíl od podobných druhů černýše nevytváří ani v příhodných podmínkách mnohočetné porosty a vyskytuje se jen v malých populacích.

## Výskyt
Vyrůstá od Západní Evropy (vyjma nejjižnějších a nejsevernějších oblastí) východním směrem až po Střední Asii k pohoří Altaj a k hornímu toku Jeniseje. V České republice se vyskytuje jen roztroušeně, nejčastěji v termofytiku v regionech České středohoří, Český kras, Polabí nebo jižní Morava. Vyhledává teplomilné doubravy, vyrůstá na pasekách a lesních lemech, křovinatých stráních a jiných teplomilných a suchomilných lokalitách většinou se zásaditou půdou která je navíc těžší a hlinitá.
Podle "Florabase.cz" se černýš hřebenitý v ČR vyskytuje:

## Popis
Je to jednoletá, poloparazitická rostlina dorůstající do výše 15 až 30 (výjimečně 50) cm která se množí výhradně semeny. Její větvená, přímá lodyha řídce pýřitá je porostlá vstřícnými, přisedlými, kopinatými listy v délkách 3 až 8 cm s celokrajnými čepelemi, horní listy jsou někdy při bázi zubaté. Směrem vzhůru listy přecházejí v listeny hluboce sedlovitě prohnuté a svěšené dolů s dolními okraji hřebenitě zubatými.
Horní listeny mívají barvu bledozelenou nebo častěji nachovou, jsou žlábkovitě přeložené podle střední žilky a mají po celém okraji jemné zuby. Vytvářejí v horním dílu lodyhy i větví 4hranné květenství klas, ten se skládá z 10 až 30 květů a bývá dlouhý 1 až 5 cm. Z paždí listenů vyrůstají květy s částečně chlupatým kalichem dlouhým 4,5 až 8 mm a pyskatá koruna s trubkou dvojnásobně delší než kalich. Trubka, měřící 10 až 15 mm, bývá bledě žlutá, purpurově naběhlá a v polovině nápadně ohnutá. Spodní pysk se dvěma hrbolky poblíž ústí je žlutý nebo světle žlutý, stejně jako z boku zmáčkly horní pysk. Občas se v populaci vyskytnou i rostliny bez červeného barviva které mají listeny bílé. Plody jsou podlouhlé, srpovitě nazpět ohnuté tobolky dlouhé asi 1 cm.
Když rostlina vyklíčí a nenajde v blízkosti vhodného "dárce", do jehož cévních svazků v kořeni by mohla zapustit svá haustoria, přežívá dál jako běžná rostlina neparazitickým způsobem. Je však značně oslabena, protože mnohé látky potřebné ke zdárnému růstu, vykvetení a tvorbě semen si sama v požadovaném množství nedokáže zajistit.

## Taxonomie
Černýš hřebenitý je značně variabilní druh, na území České republiky se rozeznávají dvě rostoucí variety:
- černýš hřebenitý pravý (Melampyrum cristatum L.var. cristatum)
- černýš hřebenitý časný (Melampyrum cristatum L.var. solstitiale) (Ronniger) Maly

Černýš hřebenitý časný je oproti nominální varietě nižší a má méně lodyžních článků (jen 5 až 7), mívá méně rozkvetlých větví (1 až 2 páry) a rozkvétá asi o polovinu měsíce dřív (na přelomu května a června).

## Ohrožení
Počet stanovišť s výskytem černýše hřebenatého i jejich bohatosti trvale ubývá a proto byl "Černým a červeným seznamem cévnatých rostlin České republiky z roku 2000" zařazen
- černýš hřebenitý pravý mezi ohrožené druhy (C3 – VU) a
- černýš hřebenitý časný mezi silně ohrožené druhy (C2 – EN).[1][6]